# Guillac, Gironde
Guillac är en kommun i departementet Gironde i regionen Nouvelle-Aquitaine i sydvästra Frankrike. Kommunen ligger i kantonen Branne som tillhör arrondissementet Libourne. År 2022 hade Guillac 173 invånare.

## Befolkningsutveckling
Antalet invånare i kommunen Guillac
Referens:INSEE